# ملتقى النهضة الشبابي

ملتقى النهضة الشبابي نشاط شبابي خليجي فكري سنوي أقيمت دورته الأولى عام 2010 في البحرين والثانية في 2011 في قطر وأحدثت الدورة الثالثة التي كان من المفترض أن تقام في الكويت جدلا انتهى إلى إلغائها قبل يوم واحد من إقامة الملتقى. يشرف على الملتقى الشيخ سلمان العودة ويديره أستاذ التفسير في جامعة الملك فهد للبترول والمعادن مصطفى الحسن.

## الدورات

### الدورة الأولى
أقيمت الدورة الأول في المنامة في البحرين بين 16 و19 أبريل 2010 في فندق إليت سويتس تحت شعار «التغيير... آفاق ومفاهيم» بمشاركة عدد من المفكرين منهم سلمان العودة ومحمد حامد الأحمري ومصطفى الحسن ونواف القديمي وجاسم سلطان وأحمد عاشور وطارق المبارك وهاني المنيعي.

### الدورة الثانية
أقيمت الدورة الثانية في الدوحة في قطر بين 8 و12 أبريل 2011 في فندق بِسْت وِسْتَرَن دوحة سِيف تحت شعار «القوة الرافعة للأفكار» بمشاركة الرئيس السابق لحزب العدالة والتنمية المغربي سعد الدين العثماني ومحمد الشنقيطي ووائل عادل وعزمي بشارة وعبد الله آل عياف وعلي الظفيري وعمار خالد وأنور دفع الله ومصطفى الحسن وساجد العبدلي وجاسم سلطان.

### الدورة الثالثة
كان من المقرر أن تقام الدورة الثالثة من الملتقى في الفنطاس في الكويت بين 23 و26 مارس 2012 في فندق السفير الفنطاس تحت شعار «المجتمع المدني... الوسيلة والغاية»، وكان الضيوف المقرر حضورهم هم مسفر القحطاني وشفيق الغبرا وتوفيق السيف وخالد الدخيل وعبد الله المالكي وهالة الدوسري وغانم النجار وفهد المطيري. انتقد النائب في مجلس الأمة الكويتي محمد هايف الملتقى وقال أنه «يحمل أفكارا طاعنة في الشريعة» تزامن ذلك مع إصدار بيان وقع عليه 36 شيخا سعوديا انتقدوا فيه الملتقى، ووُضِف بأنه «مؤتمر معارضين سعوديين» وأنه «لاستهداف المملكة العربية السعودية». رفض المنظمون هذه الانتقادات قائلين أن «هناك من يعتبر مجرد اللقاء والحوار تهمة يجب الدفاع عنها».
في 22 مارس وقبل يوم واحد من إقامة الملتقى أبلغت وزارة الداخلية الكويتية منظمي الملتقى بسحب ترخيصه «بناء على تعليمات أمنية» فانتقدت الجمعية الكويتية لحقوق الإنسان قرار الداخلية والهجمة ضد الملتقى. قررت جمعية الخريجيين تحدي المنع باستضافة الضيوف الذين حضروا للكويت في نشاط تحت مسمى ملتقى المجتمع المدني وأعلن طارق السويدان (الذي لم يكن ضمن المتحدثين الأصليين في ملتقى النهضة) أنه سيشارك فيه بكلمة عن الحريات.